# Víctor Muñoz
Víctor Muñoz Manrique (* 15. března 1957, Zaragoza) je bývalý španělský fotbalista, záložník. Se španělskou reprezentací získal stříbrnou medaili na mistrovství Evropy v roce 1984. Zúčastnil se též mistrovství světa v roce 1986, mistrovství Evropy roku 1988 a olympijských her v Moskvě v roce 1980. Za národní tým nastupoval v letech 1981–1988, odehrál za něj 60 zápasů, v nichž vstřelil 3 branky. S klubem FC Barcelona vyhrál Pohár vítězů pohárů 1981/82, se Sampdorií Janov Pohár vítězů pohárů 1989/90 (ročník předtím pak finále stejného poháru). S Barcelonou se stal jednou mistrem Španělska (1984/85). V Barceloně působil v letech 1981–1988, v Janově v období 1988–1990. Krom toho hrál za Real Zaragoza (1976–1981, 1990) a St. Mirren FC (1991). Po skončení hráčské kariéry se stal trenérem, vedl řadu španělských klubů (Mallorca, Logroñés, Lleida, Villarreal, Zaragoza, Recreativo, Getafe) a vedle toho řecký Panathinaikos Athény, ruský Achmat Groznyj nebo švýcarské kluby Xamax Neuchâtel a FC Sion.